# Göppingen Gö 4
Il Göppingen Gö 4 è un aliante da addestramento biposto sviluppato dall'azienda tedesca Schempp-Hirth Flugzeugbau negli anni trenta e prodotto nelle versioni più evolute fino agli anni cinquanta.
Succeduto al Gö 3, è caratterizzato dall'insolita configurazione a due posti affiancati ed è stato l'ultimo aliante della Luftwaffe usato, solo parzialmente e per scopi addestrativi, durante il periodo della Seconda guerra mondiale.

## Storia del progetto
Negli anni trenta i progettisti Wolf Hirth ed Ulrich Hütter decidono di disegnare un nuovo modello di aliante destinato alla formazione dei piloti di volo a vela. Per facilitare i compiti dell'istruttore i due ingegneri idearono un modello che, a differenza del Gö 2 precedentemente realizzato, aveva una cabina di pilotaggio a posti affiancati invece di essere posizionati in tandem. Questo inevitabilmente aumentava gli ingombri trasversali del modello a scapito delle prestazioni per cui, al fine di mantenere la fusoliera più stretta possibile, si realizzò un incavo nella radice alare dove posizionare spalla e braccio di ciascun membro dell'equipaggio riuscendo a mantenere la misura a soli 92 cm.
Il modello, identificato dall'azienda Gö 4 come suggerito dalle convenzioni Reichsluftfahrtministerium (RLM), manteneva la struttura convenzionale dei modelli di aliante dell'epoca: struttura in legno, semiali anch'esse realizzate in legno ricoperte di tessuto con radici alari rinforzate con calce imbevuta di tela.
Il prototipo venne portato in volo per la prima volta nel novembre 1937 dove confermò le buone prestazioni previste in sede progettuale. Il modello, identificato dall'azienda Gö 4 come suggerito dalle convenzioni Reichsluftfahrtministerium (RLM), venne avviato, dopo averne ricevuto l'autorizzazione dall'RLM nel 1939, alla produzione in serie il che comportò, per il volume di produzione raggiunto, l'apertura di un nuovo stabilimento a Kirchheim unter Teck lasciando la sede storica a Göppingen oramai troppo piccola.
La produzione, protrattasi inizialmente fino al 1943, si attestò su circa 100 esemplari prima che la situazione bellica tedesca costringesse l'azienda a sospenderla. Al termine della seconda guerra mondiale le restrizioni imposte alla nuova entità nazionale, la Germania Ovest, impedirono la ripresa delle attività delle aziende aeronautiche tedesche, tuttavia nel 1950 l'azienda ripropose il modello sul mercato e la produzione riuscì ad essere riavviata. Tra il 1951 ed il 1954 vennero realizzati gli ultimi 21 esemplari.

## Impiego operativo
Alcuni esemplari furono utilizzati nelle scuole di volo della Luftwaffe per la formazione dei propri piloti. Ma il Gö 4 venne utilizzato perlopiù per l'addestramento al volo a vela nei vari aeroclub civili tedeschi e nel Nationalsozialistisches Fliegerkorps (NSFK) durante il periodo prebellico e nel dopoguerra.

## Utilizzatori

### Governativi
Germania
- Nationalsozialistisches Fliegerkorps (NSFK)[4]

### Militari
Germania
- Luftwaffe